# Litorhina mesopleuralis
Litorhina mesopleuralis är en tvåvingeart som först beskrevs av Mario Bezzi 1924.  Litorhina mesopleuralis ingår i släktet Litorhina och familjen svävflugor.
Artens utbredningsområde är Malawi. Inga underarter finns listade i Catalogue of Life.